# Monte Giberto
Monte Giberto là một đô thị ở tỉnh Ascoli Piceno ở vùngMarche, cách khoảng 60 km về phía nam của Ancona và khoảng 30 km về phía bắc của Ascoli Piceno. Đến thời điểm ngày 31 tháng 12 năm 2004, đô thị này có dân số là 865 người và diện tích là 12,7 km².
Monte Giberto giáp các đô thị: Grottazzolina, Monte Vidon Combatte, Montottone, Petritoli, Ponzano di Fermo.